# Bertrand du Guesclin
Bertrand du Guesclin (bretonsko Beltram Gwesklin), francoski general, * 1320, Broons, Bretanija, † 13. julij 1380, Châteauneuf-de-Randon, Languedoc.